# Најобрара (река)
Најобрара (енгл. Niobrara River) је река која протиче кроз САД. Дуга је 914 km. Протиче кроз америчке савезне државе Вајоминг и Небраска. Улива се у Мисури. 